# Adam Czahrowski
Adam Czahrowski z Czahrowa herbu Korczak, inna forma nazwiska: Chachrowski (ur. około 1565 w Czahrowie, zm. po 1599 we Lwowie) – żołnierz i poeta sarmacki.

## Rodzina
Adam Czahrowski urodził się około roku 1565 (w 1577 był niepełnoletni). Syn Piotra, szlachcica herbu Korczak (zabitego przez własnego brata Walentego w 1572) i Małgorzaty. Rodzina miała w dziedzicznym posiadaniu Czahrów i Łuczyńce leżące na ziemi halickiej. Ojciec Adama, Piotr Czahorski miał 2 braci: Jerzego i Walentego. Po podziale dóbr majątkowych dokonanych przez dziadka, Feliksa (Szczęsnego) Czahrowskiego (uczestnika bitew pod Sokalem, Obertynem i Seretem z wojskiem tatarskim) doszło do walki między braćmi. Piotr zabił swego brata Jerzego, następnie poniósł śmierć z ręki Walentego, który jako jedyny pozostał przy życiu. Feliks Czahrowski, senior rodu, zmarł między kwietniem 1570 a kwietniem 1571 w wieku 118 lat. Był niezwykłym okazem zdrowia i krzepkości charakteru.

## Życiorys
Młodość spędził w Zimnej Wodzie pod Lwowem. W roku 1586 lub 1587 Adam Czahrowski poszedł na służbę do Stanisława Stadnickiego zwanego Diabłem. W czasie elekcji jaka nastąpiła po śmierci Stefana Batorego w roku 1587 był zwolennikiem osadzenia na polskim tronie Habsburga, arcyksięcia Maksymiliana III popieranego przez Stadnickiego oraz ród Zborowskich. Brał udział w głośnym napadzie na Stanisława Tarnowskiego pod Stobnicą. Następnie, opowiadając się konsekwentnie za Maksymilianem, podczas wojny domowej, w szeregach roty Stadnickiego walczył m.in. podczas oblężenia Krakowa i w Bitwie pod Byczyną. Po przegranej stronników Habsburga uciekł do Czech, gdzie w oczekiwaniu na dalszy rozwój wypadków zatrzymał się w miejscowości Tabor, później udał się na Węgry. Przebywał w kilku węgierskich zamkach pogranicznych, był także w pobliskiej Chorwacji. We wrześniu 1588 r. w Egerze zwerbował oddział złożony z 40-50 konnych prowadząc na własną rękę partyzantkę graniczną wymierzoną w Imperium osmańskie. W 1592 roku był uczestnikiem lokalnej wojny między cesarzem Maksymilianem a Turcją. Po upadku Egeru 13 października 1596 powrócił do Polski. Zmarł po roku 1599, prawdopodobnie we Lwowie.

## Twórczość literacka
Po powrocie z Węgier zatrzymał się w Poznaniu, gdzie w 1597 roku wydał cykl wierszy Threny i rzeczy rozmaite, następnie przez Kraków udał się do rodziny w ziemi halickiej. W wierszach tych, mających cechy pisarstwa Reja i Jana Kochanowskiego, autor zawarł wątki autobiograficzne relacjonując pobyt na ziemi węgierskiej. Jako dawny stronnik arcyksięcia Maksymiliana III, tomik ten zadedykował kanclerzowi Janowi Zamoyskiemu, usiłując tym sposobem pozyskać jego przebaczenie a później przychylność. Zamoyskiemu zadedykował także II, lwowskie wydanie swych Threnów..., szukając jednocześnie protekcji Jana Szczęsnego Herburta. Najbardziej znanym utworem Czahrowskiego jest Duma ukrainna.

## Inspiracje twórczością Czahrowskiego
- Dumę ukrainną współcześnie włączył do swego repertuaru Jacek Kowalski, pieśniarz inspirujący się sarmatyzmem
- Została ona wykonana w serialu Crimen w reż. Laco Adamíka
- Miał ją w swoim repertuarze Czesław Niemen
- Zespół Lao Che na motywach tej pieśni stworzył piosenkę „Koniec”, zamieszczoną na płycie Powstanie warszawskie

## Dzieła
- Threny i rzeczy rozmaite, powst. 1588–1596, wyd. Poznań 1597, drukarnia J. Wolraba; wyd. 2 rozszerzone pt. Rzeczy rozmaite... Przy tym są i Threny, Lwów 1599, drukarnia M. Bernat, (wraz z wierszami Krzysztofa Woltazego i brata Adama Czahrowskiego – Mikołaja); fragm. wyd. K. W. Wójcicki Stare gawędy i obrazy, t. 1, Warszawa 1840, s. 179-189; całość wyd. kryt. T. Mikulski, Bibl. Zapomnianych Poetów i Prozaików, Warszawa 1937, seria II, zeszyt 5

## Listy
- Do J. Zamoyskiego, Zamość, 31 grudnia 1597, wyd. W. A. Maciejowski Piśmiennictwo polskie, t. 3 dod., Warszawa 1852, s. 227-230
- Do wójta miasta Koszyce, 29 września 1599, oryginał w jęz. węgierskim (wraz z fot.) oraz przekł. polski ogł. T. Mikulski "List węgierski A. Czahrowskiego", Pamiętnik Literacki, rocznik 47 (1956), z. 2; przedruk w książce "Rzeczy staropolskie", Wrocław 1964